# Fendylina
Fendylina (łac. fendilinum) – wielofunkcyjny organiczny związek chemiczny, lek stosowany w leczeniu choroby niedokrwiennej serca, o działaniu blokującym kanały wapniowe typu L oraz aktywację kalmoduliny.

## Historia
Odkrywcą fendyliny jest węgierski doktor chemii Harsányi Kálmán (1927–2005), podczas prac prowadzonych dla Chinoin (obecnie Gedeon Richter).

## Mechanizm działania
Fendylina jest antagonistą kanału wapniowego działającym na wolne kanały wapniowe, hamując wchodzenie do komórek mięśnia sercowego oraz komórek tkanki mięśniowej gładkiej małych naczyń krwionośnych, jonów wapniowych oraz aktywację kalmoduliny. Maksymalny efekt następuje po 4 godzinach od podania.

## Zastosowanie
- choroba niedokrwienna serca[5]

W 2016 roku fendylina nie była dopuszczona do obrotu w Polsce.